# Kinesiska viner
Kinesiska viner är viner som producerats i Kina. Under senare decennier har Kinas vinmarknad och vinkonsumtion ökat kraftigt. Kända vinregioner är bland andra Beijing, Yantai, Zhangjiakou i Hebei, Yibin i Sichuan, Tonghua i Jilin, Taiyuan i Shanxi och Ningxia. Den största vinproduktionsregionen är Yantai-Penglai där omkring 40% av allt kinesiskt vin produceras.

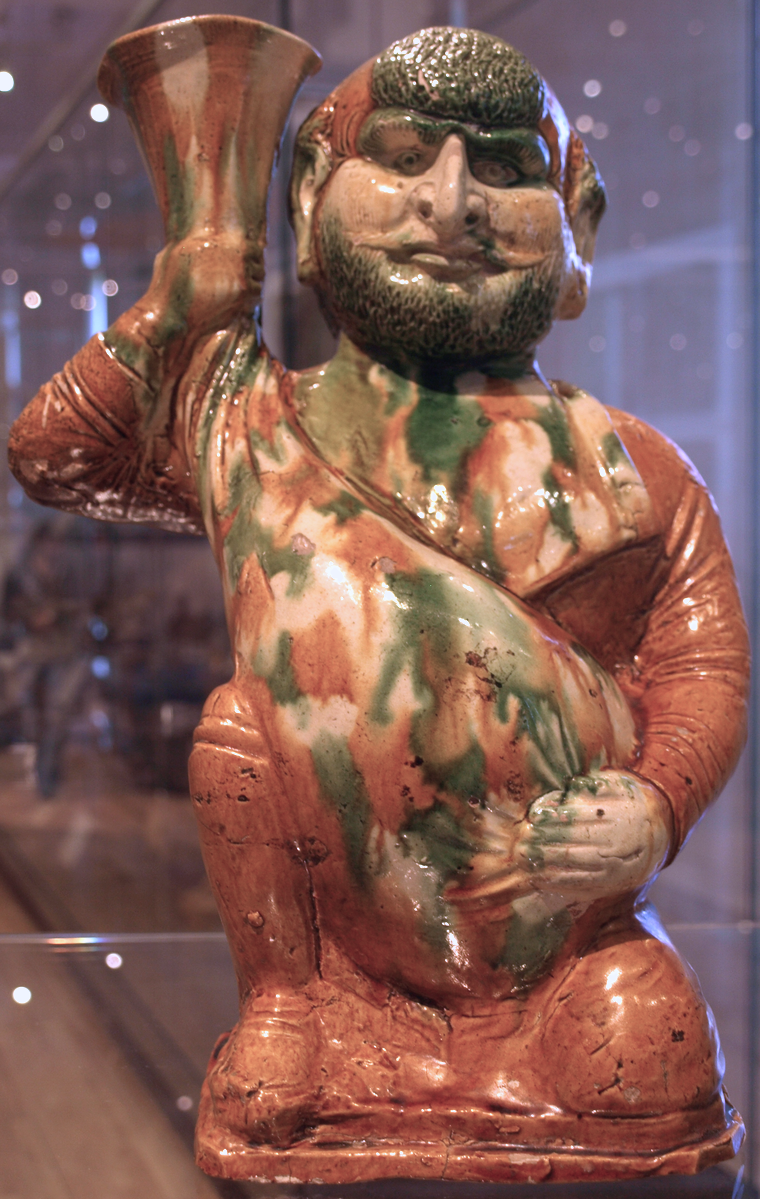
Under Tangdynastin (618–907), började Kina importera vin från Centralasien. Trefärgad figurin av en sogdisk vinhandlare som håller en vinbehållare.

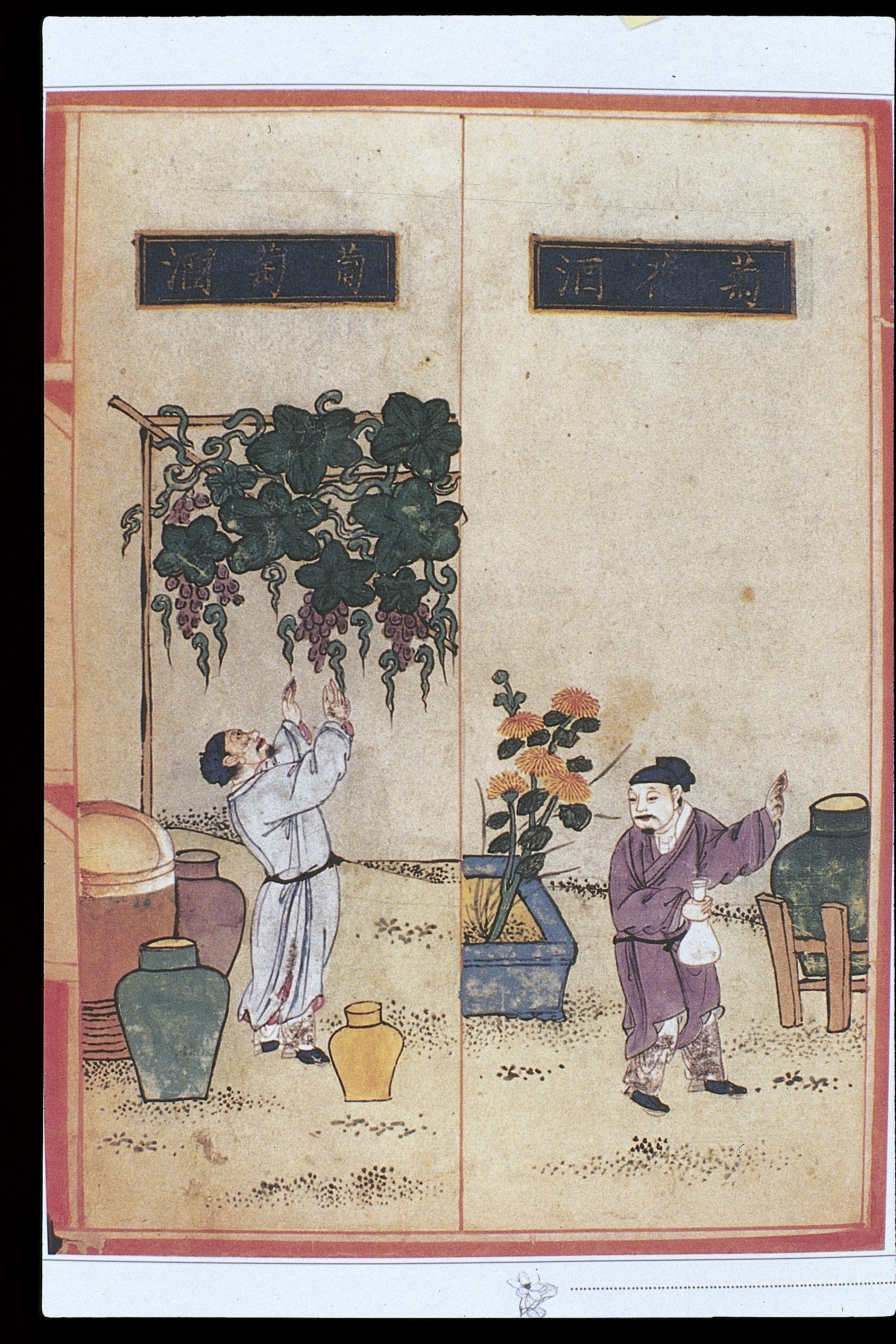
Illustration av druvodling och vintillverkning Materia Dietetica (Shiwu Bencao 食物本草), Mingdynastin (1368–1644)

Avvändning av vilda druvor för tillverkning av alkoholhaltiga drycker har visats vid en utgrävning vid Jiahu (cirka 7000 f.Kr.). Högkvalitativt vin kallat qióng jiāng yù yè (kinesiska: 瓊漿玉液) nämns i Complete Tang Poems (Quan Tangshi), en 1700-talssamling av cirka 50 000 poem som skapats under Kangxi-kejsaren. Frasen, som bokstavligt översatt betyder "jadelikt vin", har en idiomatisk betydelse som är ungefär som "underbart vin".